# Stanisław Iszora
Stanisław Iszora (ur. 12 kwietnia 1838 w Cesarce, zm. 3 czerwca 1863 w Wilnie) – ksiądz katolicki, pierwsza ofiara terroru Michaiła Murawiowa na Litwie.
Syn Stanisława, dziedzica majątku Cesarka pod Wiłkomierzem, i Marii Szantyr. Gimnazjum ukończył w Wilnie i wstąpił do Rzymskokatolickiej Akademii Duchownej w Petersburgu, przeniesionej tam z Wilna w 1842 roku. Był to jedyny na terenie zaboru rosyjskiego zakład kształcący duchownych rzymskokatolickich. Po wyświęceniu został w 1861 roku wikarym w parafii Żołudek w powiecie lidzkim.
Brał udział w pracach spiskowych. Gdy 8 lutego przybyła do wsi partia powstańcza Ludwika Narbutta, odczytał z ambony Manifest Rządu Narodowego, zachęcając do udziału w powstaniu, na co nie miał zgody nieobecnego proboszcza. Następnie, według jednej wersji zdarzeń, odszedł z tą partią jako jej kapelan, według drugiej, bardziej prawdopodobnej, w obawie przed represjami wyjechał do Wielkopolski. Na wieść o tym, że w wyniku denuncjacji przez kilku parafian został aresztowany proboszcz, Iszora oddał się 18 lutego w ręce policji w Lidzie i został osadzony w więzieniu w Wilnie. Sprawa procesu nie jest jasna. Najprawdopodobniej był sądzony dwukrotnie: w pierwszym procesie został skazany na 5 lat katorgi, mimo amnestii przewidzianej dla tych, którzy dobrowolnie oddali się w ręce władz, a w drugiem, odbytym już po mianowaniu Murawiowa generał-gubernatorem Litwy, co nastąpiło dniu 1 maja 1863 roku, w wyniku wniesionej przez niego rewizji sąd wojskowy skazał Iszorę na śmierć przez rozstrzelanie. Murawiow zatwierdził wyrok 28 maja, w dwa dni po swoim przyjeździe do Wilna. Wyrok wykonano 3 czerwca 1863. Murawiow tak pisze o tym w swoich pamiętnikach: Pragnąc dowieść Polakom, że rząd ich się nie obawia, zająłem się niezwłocznie rozpatrzeniem wyroków na ważniejszych przestępców… Zacząłem od księży, jako głównych działaczy buntu; w ciągu tygodnia rozstrzelano dwóch księży (drugim księdzem, straconym w Wilnie kilka dni później był  Rajmund Ziemacki). Po egzekucji, która odbyła się publicznie na placu Łukiskim w Wilnie, zwłoki Iszory zakopano na miejscu kaźni, jednak nocą mieszkańcy Wilna potajemnie wygrzebali ciało i pochowali je na Górze Zamkowej, a na miejscu tym gromadziły się liczne zastępy pobożnych. Poświęcona pamięci ks. Iszory tablica została umieszczona 4 czerwca 1933 w kościele św. Jakuba w Wilnie.